# Slanina

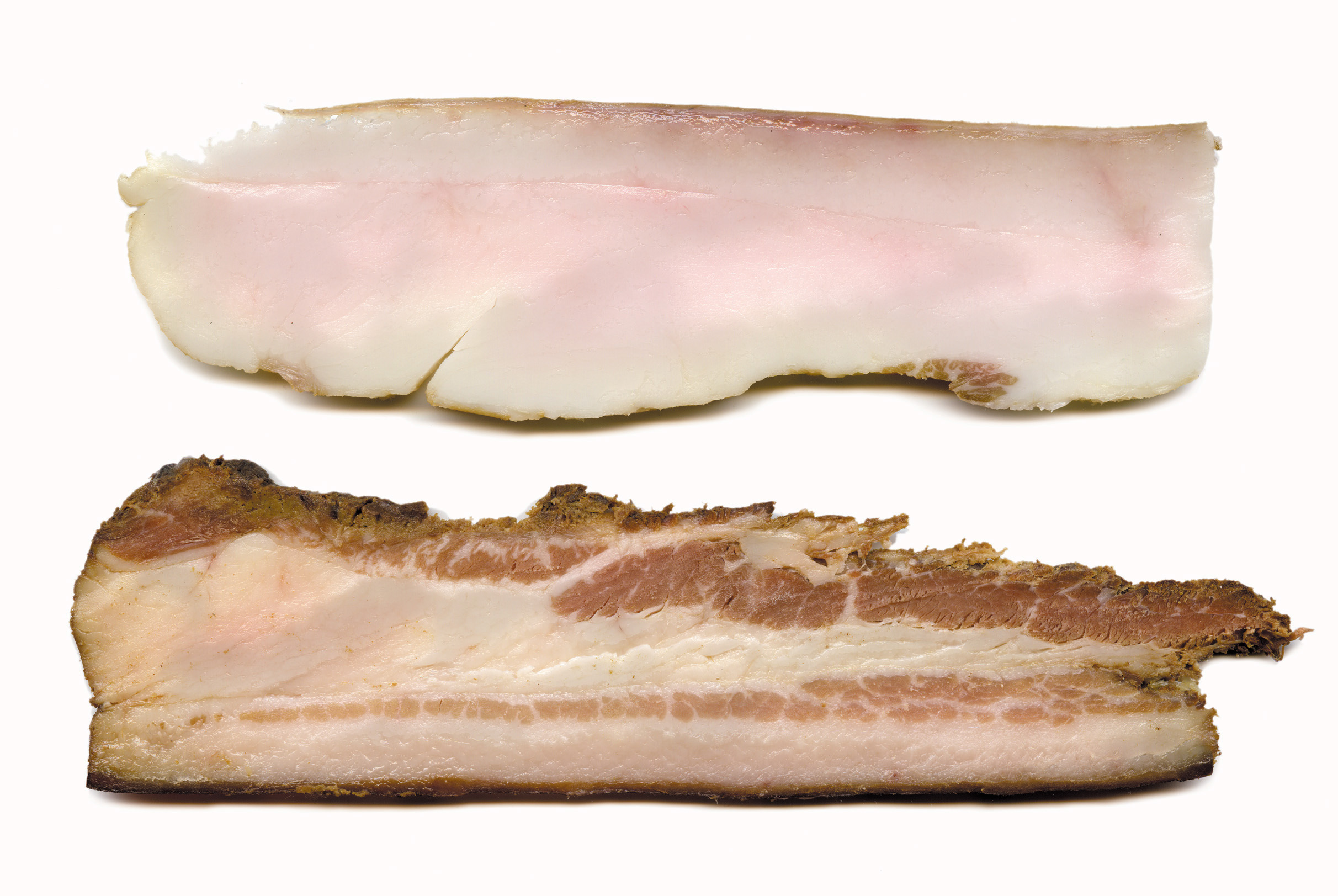
Slanina

Slanina nebo také špek je označení pro solené či uzené vepřové sádlo. Vyrábí se převážně z vepřového bůčku, kýty nebo hřbetu. Samotná slanina se vyrábí naložením do soli na několik týdnů a případně pozdějším vyuzením.
Výraz se také používá jako zkrácený název pro anglickou slaninu, která kromě sádla obsahuje i maso.

## Použití
Slanina se
- používá v syrovém stavu ve studené kuchyni, typicky na oblohu chlebíčků nebo do housky (bagety),
- dále tepelně zpracovává jako
  - součást hlavního jídla, např. na špikování masa či obal masné rolády
  - samostatný doplněk pokrmu.

Opečená slanina je jednou z typických součástí anglické snídaně.

## Příklady použití
- vajíčka se slaninou
- špikování masa, např. králík špikovaný slaninou